# Carthage (Teksas)
Carthage je grad u američkoj saveznoj državi Teksas. Prema popisu stanovništva iz 2010. u njemu je živjelo 6.779 stanovnika.